# 三论五说
三论五说是关于中国古代史奴隶社会与封建社会的分期的三个理论、五个学说。
三论：郭沫若、吴大琨、白寿彝、林甘泉为代表的战国封建论；以吕振羽、范文澜、翦伯赞为代表的西周封建论；以尚钺、王仲荦、日知（林志纯）、何兹全为代表的魏晋封建论。
五说：以周谷城、郑昌淦为代表的东汉封建说；以李亚农、唐兰、祝瑞开为代表的春秋封建说；以黄子通、夏甄陶、金景芳为代表的秦统一封建说；以侯外庐、赵钖元为代表的西汉封建说；以梁作干为代表的东晋封建说 。
“三论五说”是以五阶段论为基础的争论。1979年以来，黄现璠、张广志等无奴派主张中国社会发展没有经历过奴隶社会阶段。2000年以来，还有冯天瑜等学者主张中国没有经过封建社会阶段。